# Challenger de Perugia 2022
El torneo Internazionali di Tennis Città di Perugia 2022 fue un torneo de tenis perteneciente al ATP Challenger Tour 2022 en la categoría Challenger 125. Se trató de la 7ª edición y tuvo lugar en la ciudad de Perugia (Italia), desde el 6 de junio hasta el 12 de junio de 2022 sobre pista de tierra batida al aire libre.

## Jugadores participantes del cuadro de individuales
| Favorito | País                 | Jugador                 | Rank1 | Posición en el torneo |
| -------- | -------------------- | ----------------------- | ----- | --------------------- |
| 1        | Bandera de España    | Carlos Taberner         | 85    | Primera ronda         |
| 2        | Bandera de España    | Jaume Munar             | 87    | CAMPEÓN               |
| 3        | Bandera de Argentina | Tomás Martín Etcheverry | 88    | Final                 |
| 4        | Bandera de España    | Roberto Carballés Baena | 89    | Segunda ronda, retiro |
| 5        | Bandera de Brasil    | Thiago Monteiro         | 100   | Cuartos de final      |
| 6        | Bandera de Colombia  | Daniel Elahi Galán      | 106   | Primera ronda         |
| 7        | Bandera de Italia    | Gianluca Mager          | 118   | Primera ronda         |
| 8        | Bandera de Perú      | Juan Pablo Varillas     | 121   | Primera ronda         |

- 1 Se ha tomado en cuenta el ranking del 23 de mayo de 2022.

### Otros participantes
Los siguientes jugadores recibieron una invitación (wild card), por lo tanto ingresan directamente al cuadro principal (WC):
- Matteo Arnaldi
- Matteo Gigante
- Luca Potenza

Los siguientes jugadores ingresan al cuadro principal tras disputar el cuadro clasificatorio (Q):
- Elliot Benchetrit
- Luciano Darderi
- Maximilian Marterer
- Giovanni Oradini
- Cristian Rodríguez
- Giorgio Tabacco

## Campeones

### Individual Masculino
- Jaume Munar derrotó en la final a  Tomás Martín Etcheverry, 6–3,4–6,6–1

### Dobles Masculino
- Sadio Doumbia /  Fabien Reboul derrotaron en la final a  Marco Bortolotti /  Sergio Martos Gornés, 6–2, 6–4